# بینگلا

بینگلا شهری در شهرستان دولوگو در استان بازگا در بورکینافاسوی مرکزی است و جمعیت آن ۳۷۱ نفر است.